# 特罗伊茨克区 (莫斯科)
特罗伊茨克区（俄語：район Тройцк）是莫斯科特罗伊茨克行政区的一区。它于2024年5月8日由城市特罗伊茨克和7个其他定居点的部分或全部领土组成。